# Charles Joseph François Vilain XIIII
Burggraaf Charles Joseph François Vilain XIIII (Gent, 22 juni 1759 – Wetteren, 8 september 1808) was een Zuid-Nederlands militair officier. Hij werd geboren als zoon van Jean Jacques Philippe Vilain XIIII, die lange tijd actief was als voorzitter van de Staten van Vlaanderen, en Marie Angélique du Bois de Schoondorp.
Voor de opvoeding van zijn beide zonen – Philippe Mathieu en Charles Joseph – schakelde Jean Vilain XIIII een priester uit Atrecht in. De broers toonden zich echter minder briljant dan hun vader en verkozen diners en bals boven wetenschap.
Tijdens de Brabantse Omwenteling (1789-1790) koos hij de zijde van de patriotten en legde hij zich onder meer toe op acties tegen de stad Gent. Hij verkreeg de rang van majoor, maar moest de Nederlanden ontvluchten bij de terugkeer van de Oostenrijkers. In deze periode schreef hij zijn Mémoires militaires sur la campagne de l’armée belgique dans les Pays-Bas autrichiens pendant la révolution de 1790, par un officier de l’armée (Militaire herinneringen aan de campagne van het (Zuid-)Nederlandse leger in de Oostenrijkse Nederlanden tijdens de revolutie van 1790, door een officier van dat leger, Londen, Spilsbury, 1791).
Bij aanvang van het Franse bestuur in de Nederlanden keerde hij terug en diende onder Napoleon als generaal en politicus. Hij was gehuwd met Thérèse Caroline van de Woestyne (geboren 17 mei 1762). Uit dit huwelijk kwam Charles Hippolyte Vilain XIIII (geboren 7 mei 1796 te Parijs) voort. Charles Joseph werd burgemeester van Wetteren, Laarne en Schellebelle en "commandant de cohorte" van de nationale garde in het Scheldedepartement.